# Limba scoțiană
Limba scoțiană (Gàidhlig na h-Alba) sau galica scoțiană este parte a ramurii goidelice a limbilor celtice. Scoțiana este vorbită pe teritoriul Scoției, unde este limbă oficială și în Noua Scoție, Canada. Are în jur de 60.000 de vorbitori.
Denumirea galica scoțiană are potențial pentru confuzia cu limba galiciană.